# Каменичский сельсовет
Каменичский сельсовет — упразднённая административная единица на территории Осиповичского района Могилёвской области Белоруссии. Был упразднён 2002 году, населённые пункты были включены в состав Гродзянского сельсовета.

## Состав
Каменичский сельсовет включал 6 населённых пунктов:
- Казимирово — деревня.
- Каменичи — деревня.
- Осовок — деревня.
- Притерпа — деревня.
- Цезарево — деревня.
- Яновка — деревня.